# Gornji Stepoš
Gornji Stepoš (cyr. Горњи Степош) – wieś w Serbii, w okręgu rasińskim, w mieście Kruševac. W 2011 roku liczyła 815 mieszkańców.